# Lucien Bonnet (football)
Pour les articles homonymes, voir Bonnet et Lucien Bonnet.
Lucien Bonnet est un footballeur français, né le 27 novembre 1933 à Wervicq-Sud (Nord) et mort dans cette même ville le 7 novembre 2007. Il évoluait au poste d'attaquant.

## Biographie
Figure emblématique de la belle époque professionnelle de l'US Boulogne dans les années 1960, cet attaquant était un joueur racé. Il joue en compagnie de Yvan Garofalo, Jean-Pierre Turci, Ian Bolton, Joseph Zapeta, Maurice Raspotnik. Lucien Bonnet joue sous l'ère de Roger Meerseman, quand le club est dirigé par Pierre Wattez, père de l'actuel président Jacques Wattez. 
Son jour de gloire est le 25 septembre 1960 quand il marque 4 des 10 buts de Boulogne contre le FC Nantes : score final (10-2).

## Carrière
- 1955-1956 : Lille OSC (Amateur)
- Sept. 1956-Juil. 1957 : US Boulogne (Amateur)
- Juil. 1957-Déc. 1957 : RC Lens
- Déc. 1957-1958 : FC Grenoble
- 1958-1960 : Girondins de Bordeaux
- 1960-1963 : US Boulogne
- 1963-1966 : ROC Charleroi
- 1966-1967 : USL Dunkerque
- 1967-1969 : SC Abbeville[2]